# سی‌سی‌جی‌اس رویزور
سی‌سی‌جی‌اس رویزور (به انگلیسی: CCGS Revisor) یک کشتی است که طول آن ۱۲٫۲ متر (۴۰ فوت ۰ اینچ) می‌باشد.